# Geneviève d'Haucourt
Pour les articles homonymes, voir Haucourt.
Geneviève d'Haucourt est une avocate, bibliothécaire, archiviste et historienne française née le 3 décembre 1904 à Bressuire et morte le 24 septembre 2000 à Rennes.

## Biographie
Après avoir obtenu ses licences en lettres et en droit à l'université de Rennes, Geneviève d'Haucourt poursuit ses études à l'École des chartes, dont elle sort deuxième. Elle poursuit ses études à l'École pratique des hautes études et à l'université Harvard. Inscrite au barreau de Rennes, elle en est la première femme avocate.
Devenu bibliothécaire en chef à Brest en 1939, elle préserve les archives en les entreposant au château de Kerjean. Elle devient par la suite bibliothécaire en chef de la ville de Nantes en 1943.
Installée aux État-Unis, elle travaille au sein du Fonds monétaire international (FMI) en tant que traductrice et est professeur adjoint à l'université de Georgetown. 
En 1959, elle soutient sa thèse devant la faculté de droit de Paris et est nommé attachée de recherche au CNRS.
En 1967, elle est reçue à la Maison-Blanche par le président Johnson.

## Publications
- La Vie agricole et rurale dans l'État d'Indiana à l'époque pionnière (1961)
- La vie américaine (1958)
- Le Blason (1949)
- La vie au Moyen âge (1944)
- Regards catholiques sur le monde (1938)
- Une tentative de réforme de l'État au 14e siècle

## Hommages
- Rue Geneviève-d'Haucourt, Rennes
- Rue Geneviève-d'Haucourt, Brest

## Sources
- Bernard Barbiche, "Geneviève d'Haucourt (1904-2000)" In: Bibliothèque de l'école des chartes. 2002, tome 160, livraison 2. pp. 736-738.